# Bernard Van Rysselberghe
Bernard 'Naard' Van Rysselberghe (Laarne, 7 oktober 1905 - Damme, 25 september 1984) was een Belgisch wielrenner. Van Rysselberghe was beroepsrenner van 1929 tot 1935. In 1929 won hij in Charleville de 18e etappe in de Ronde van Frankrijk en in 1931 op imposante wijze Bordeaux-Parijs. 
Op dinsdagavond 28 januari 1936 was hij te Massemen met de garagist bezig de auto van collega-renner Albert Billiet vol te tanken, toen zij werden aangereden door een andere auto. Van Rysselberghe en de garagist liepen een zware beenbreuk op. De renner herstelde wel, maar zijn profcarrière was voorbij. Later werd hij wel nog Belgisch kampioen der wielerofficials.

## Erelijst
1928
- 16e in Ronde van Vlaanderen (BEL)

1929
- 1e in Grote Maas- en Scheldeprijs (Antwerpen-Yvoir-Antwerpen) (BEL)
- 1e in 18e etappe Ronde van Frankrijk (FRA)
- 5e in Parijs-Brussel (FRA/BEL)
- 7e in Ronde van België (BEL)
- 7e in De Drie Zustersteden (BEL)
- 14e in Ronde van Frankrijk (FRA)

1930
- 4e in Belgisch kampioenschap (BEL)
- 4e in Parijs-Tours (FRA)
- 4e in Parijs-Rijsel (FRA)
- 6e in Bordeaux-Parijs (FRA)
- 8e in GP Wolber (FRA)

1931
- 1e in Bordeaux-Parijs (FRA)
- 1e in etappe Omloop van de Morbihan (FRA)
- 6e in Parijs-Brussel (FRA/BEL)
- 7e in Parijs-Rennes (FRA)
- 8e in Parijs-Tours (FRA)

1933
- 1e in 3e etappe Parijs-Nice (FRA), Avignon
- 1e in etappe Omloop van het Westen (FRA)
- 2e in Bordeaux-Parijs (FRA)

1934
- 3e in Parijs-Bourganeuf (FRA)
- 6e in Parijs-Saint-Étienne(FRA)
- 15e in Parijs-Tours (FRA)

1935
- 2e in Parijs-Vichy (FRA)

## Resultaten in voornaamste wedstrijden
| Jaar | Ronde van Italië | Ronde van Frankrijk | Ronde van Spanje |
| ---- | ---------------- | ------------------- | ---------------- |
| 1929 |                  | 14e (1)             |                  |
| 1930 |                  |                     |                  |
| 1931 |                  | opgave              |                  |
| 1932 |                  |                     |                  |
| 1933 |                  |                     |                  |
| 1934 |                  |                     |                  |

| Jaar | Parijs-Roubaix | Parijs-Tours | Parijs-Brussel |
| ---- | -------------- | ------------ | -------------- |
| 1929 |                |              | 5e             |
| 1930 | 6e             | 4e           |                |
| 1931 | 28e            | 8e           | 6e             |
| 1932 | 45e            |              |                |
| 1933 |                | 41e          |                |
| 1934 | 20e            | 15e          |                |